# Luise Thiersch-Patzki
Luise Thiersch-Patzki (* 3. März 1870 in Haynau, Kreis Goldberg-Haynau, Provinz Schlesien; † 2. Januar 1937 in Leipzig, Sachsen) war eine deutsche Kunstmalerin, die vor allem Landschaften malte, aber auch als Architektur- und Figurenmalerin bekannt war.

## Leben

### Familie
Luise Thiersch-Patzki wurde geboren als Luise Patzki, drittes Kind des Kaiserlichen Geheimjustizrates Franz Julius Robert Patzki und seiner Ehefrau Johanna Friederike Dorothea John, beide aus Marienburg in Westpreußen. Luise hatte sechs Geschwister, ihre Familie zog nach Leipzig. Dort heiratete sie 1895 den Justizrat und Rechtsanwalt Friedrich Thiersch, einen Sohn des Leipziger Chirurgen und Universitäts-Professors Carl Thiersch. Luises Ehemann Friedrich Thiersch veröffentlichte 1939 nach dem Tod seiner Ehefrau ihre Ahnentafel auf Grundlage einer Kartothek, die sie selbst auf Basis eigener Forschung zwischen 1933 und 1936 angelegt hatte, welche 1971 durch Luises Bruder Hans Richard Emil Franz Patzki handschriftlich erweitert und 2018 in Schwerin versteigert wurde.

### Leben als Künstlerin
Luise Thiersch-Patzki besuchte Abendkurse an der Staatsakademie in Leipzig und absolvierte Studienreisen durch Deutschland, Belgien, die Niederlande, Großbritannien, Dänemark, Frankreich, Schweden, Schottland und Italien. Sie war Mitglied des Deutschen Künstlerbundes.

### Herbarium
Von ihren Reisen brachte Luise Thiersch-Patzki auch Pflanzenteile für ihr eigenes Herbarium sowie für das Herbarium Leipzig[ mit, u. a. aus Slowenien (siehe Herbarbeleg), Jugoslawien, Kroatien, Beuron und Sachsen.

## Malerei

### Werke (Auswahl)
- Vor der englischen Küste, Öl[12]
- Dünenlandschaft, Öl, 95 × 37 cm[13]
- Flamingos, Pastell, 40 × 30,5 cm[14]
- Vor Sonnenaufgang[15]
- Auferstehung
- Auf dem Domdach[16]

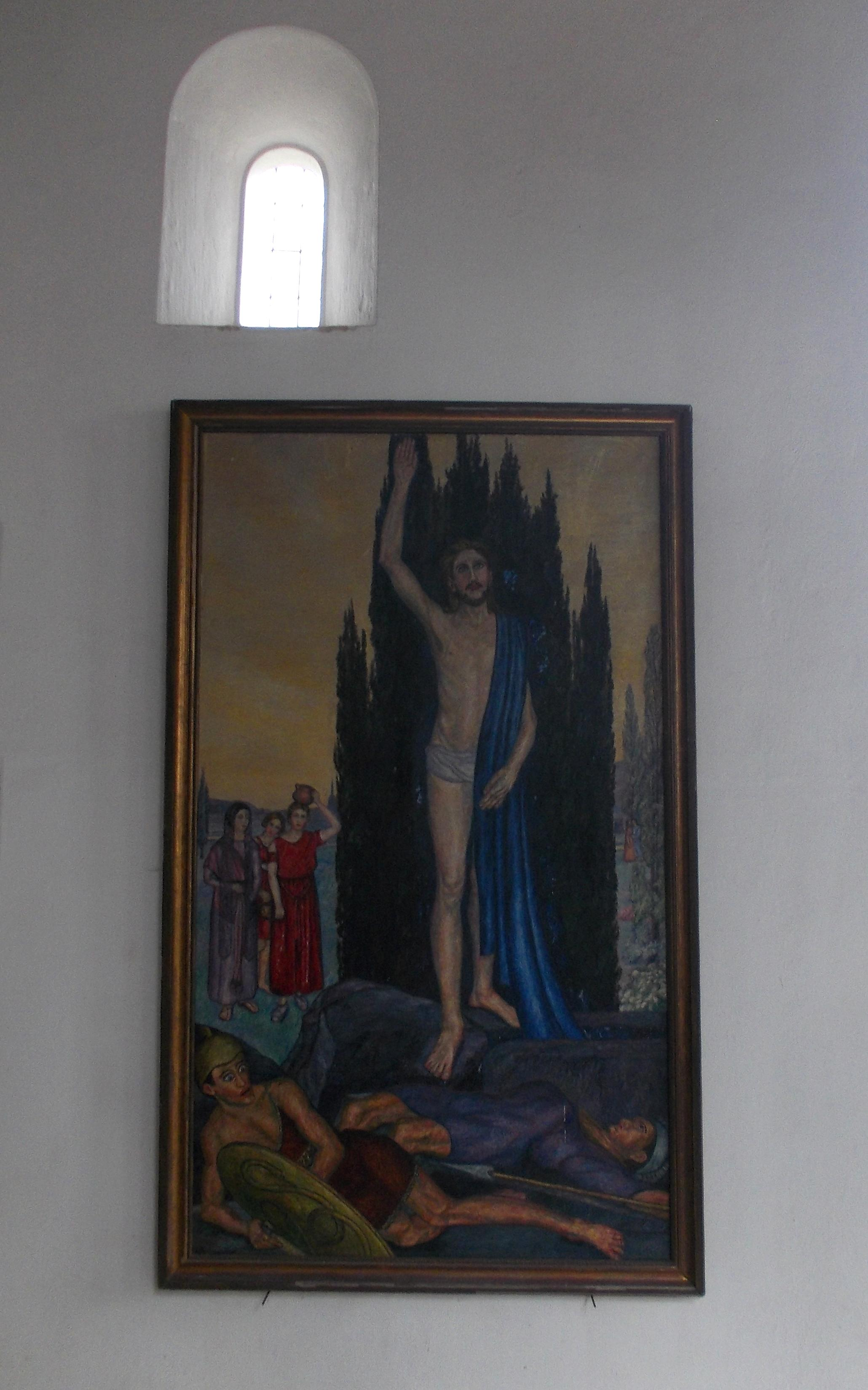
Auferstehung in der Kirche Kirchscheidungen

Ein Ölgemälde wurde 1920 auf einer Mannheimer Kunstausstellung verkauft.
Der Online-Kunstmarkt Artprice führte fünf Werke aus öffentlichen Auktionen der Künstlerin, mehrheitlich in der Gattung Gemälde.

### Veröffentlichungen
- Luise Thiersch-Patzki: Ihre künstlerische Persönlichkeit, wie sie darstellt in schriftl. Äußerungen von ihr, die nicht für d. Öffentlichkeit bestimmt gewesen sind. Hrsg. v. Friedrich Thiersch, Regel, 1939

### Ausstellungen (Auswahl)
- III. Graphische Ausstellung des Deutschen Künstlerbundes, 14. Mai ‒ 30. Juni 1910, Hamburg, Galerie Commeter[19]
- Juryfreie Kunstschau. 4. Ausstellung, 23. Aug. ‒ 30. Sept., 1913, Berlin, Ausstellungshaus am Kurfürstendamm 208/9[19]
- Galerie Lichtenberg, August 1919, Breslau[20]
- Mannheimer Kunstverein,[17]
- Gedächtnis-Ausstellung, Frau Luise Thiersch-Patzki, 1. bis 31. Okt. 1937, Ringmeßhaus, Leipzig C 1, Trödlinring 9, erstes Obergeschoß, Leipzig C 1, Markgrafenstr. 10; Dr. F. Thiersch, 1937.[21]